# Varanus togianus
Espèce
Synonymes
- Monitor togianus Peters, 1872
- Varanus salvator togianus (Peters, 1872)

Statut CITES
Varanus togianus est une espèce de sauriens de la famille des Varanidae.

## Répartition
Cette espèce est endémique des îles Togian au Sulawesi en Indonésie.

## Publication originale
- Peters, 1872 : Mittheilung über einige von Hrn. Dr. A.B. Meyer bei Gorontalo und auf den Togian-Inseln gesammelte Amphibien. Monatsberichte der Königlichen Preussischen Akademie der Wissenschaften zu Berlin, vol. 1872, p. 581-585 (texte intégral).